# Amyema fitzgeraldii
Amyema fitzgeraldii är en tvåhjärtbladig växtart som först beskrevs av William Faris Blakely, och fick sitt nu gällande namn av Danser. Amyema fitzgeraldii ingår i släktet Amyema och familjen Loranthaceae. Inga underarter finns listade i Catalogue of Life.